# Chiesa di Sant'Agostino (Trani)
La chiesa di Sant'Agostino fu eretta in tempo di peste in onore di San Sebastiano, di cui tutt'oggi rimane la statua posta in una nicchia della facciata. Il 7 novembre 1533 fu stipulato un atto in cui la chiesa e l'annesso monastero furono concessi ai frati di Sant'Agostino da Nicola Antonio Lambertini Junior e Ferrante Sifola, sindaci eletti, in nome della Universitas e con il beneplacito dell'arcivescovo Giovanni de Cuppis.
La costruzione di tale edificio fu iniziata nel 1503 sotto Juliano Gradenigo, terzo governatore di Trani, per conto della repubblica di Venezia a cui la città era stata data in pegno dal Re di Napoli al saldo dei debiti di guerra. 
Oggi la chiesa è affidata alla Confraternita di S. Giacomo Apostolo, che cura l'antica venerazione agostiniana della statua lignea della "Beata Vergine dell'Incoronata", ricorrendo annualmente ai festeggiamenti che culminano con una grande processione che si snoda per le vie cittadine di Trani nell'ultimo sabato di aprile, in ricordo delle apparizioni nel bosco di Foggia nell'anno 1001 ad un Conte normanno e ad un pastorello.